# 샤로빕테릭스
샤로빕테릭스(Sharovipteryx)는 트라이아스기 초기에 서식한 프롤라케르티포름 파충류의 일종이다. 학명은 러시아의 고생물학자 알렉산드르 샤로브(Aleksandr Grigorevich Sharov)의 이름에서 유래하여, "샤로프(Sharov)의 날개"라는 의미를 가지고 있다. 화석은 러시아에서 발견되었다. 뒷다리에 붙은 비막으로 활공할 수가 있었다. 활공하는 파충류로서는 가장 오래된 종이다. 전체 몸 길이는 약20cm, 체중은 7.5g 정도 되었을 것으로 추정된다. 긴 꼬리를 가졌다.